# Министерство энергетики Ирана
Министерство энергетики Исламской Республики Иран (перс. وزارت نیروی جمهوری اسلامی ایران‎) — государственный орган исполнительной власти Исламской Республики Иран, осуществляющий государственное управление в области энергетики и находящийся в ведении Правительства Ирана.

## История
Министерство энергетики Ирана было образовано 17 октября 1936 года как Государственное электроэнергетическое предприятие.
20 мая 1943 года в ведение Минэнерго было передано управление водными ресурсами.
17 марта 1964 года преобразовано в Министерство водных ресурсов и энергетики. 17 февраля 1975 года постановлением парламента переименовано в Министерство энергетики.
10 мая 1978 года в ведении Министерства энергетики передано строительство и эксплуатация атомных электростанций.
Постановлением Правительства Ирана от 12 июля 1980 года некоторые функции Минэнерго перешли к Министерству сельского хозяйства.
С 7 марта 1983 года в ведение Министерства энергетики перешли функции по управлению и распределению водными ресурсами.

## Руководство
Министр энергетики Ирана — Али Акбар Мехрабиан.

## Функции
Основные функции Министерства энергетики Ирана — выработка государственной политики, осуществление нормативного правового регулирования и управления в сфере энергетики, электроэнергии, водных ресурсов, а также подготовки научно-технических кадров, проведении научно-исследовательских работ.

## Структура
Министерство состоит из пяти департаментов:
- Департамент бюджетного планирования и финансирования
- Департамент водных ресурсов
- Департамент развития человеческих ресурсов и научных исследований
- Департамент развития электроэнергии и энергетики
- Департамент управления делами и связи с парламентом

## Подведомственные организации
- Государственное предприятие по развитию энергетики и водных ресурсов